# КК Јагодина
Кошаркашки клуб Јагодина је српски кошаркашки клуб из Јагодине. Основан је 1965. као ОКК Светозарево, а од 1977. клуб носи садашње име. Своје домаће утакмица Јагодина игра у Спортској хали ЈАССА, капацитета 2.600 места. Тренутно се такмичи у Првој регионалној лиги Запад Б.

## Историја
Клуб је основан 1965. године под именом ОКК Светозарево, али клуб није успео да заврши ни прву такмичарску сезону због финансијских проблема. При Друштву за телесно васпитање Партизан 1970-их је формирана кошаркашка секција, а 1977. клуб мења назив у Јагодина. 1982. је дошло до раздвајања женског и мушког тима и формирања засебних клубова.
Први већи успех клуба је био улазак у Прву Б лигу Југославије почетком осамдесетих година 20. века (сезона 1981/82). Јагодина се након тога дуги низ година такмичила у нижим ранговима, а 2002. поново улази у Прву Б лигу, сада СР Југославије. У сезони 2005/06. Јагодина је заузела последње четрнаесто место и испала из Прве Б лиге. У Првој Српској лиги, трећем рангу, се задржала две сезоне и од сезоне 2008/09. је поново у Првој Б лиги.
У сезони 2011/12. Јагодина је освојила прво место у Првој Б лиги Србије и по први пут у својој историји се пласирала у први ранг такмичења, Кошаркашку лигу Србије. У дебитантској сезони у КЛС Јагодина је заузела последње место и испала у нижи ранг. Ипак, од сезоне 2014/15. поново се такмичи у елитном рангу.

## Познати бивши играчи
- Иван Сарјановић
- Љупче Жугић
- Раденко Орловић
- Мирослав Милојевић
- Предраг Јовановић
- Кимани Френд